# 8869 Olausgutho
8869 Olausgutho è un asteroide della fascia principale. Scoperto nel 1992, presenta un'orbita caratterizzata da un semiasse maggiore pari a 3,1272247 UA e da un'eccentricità di 0,1292411, inclinata di 1,90738° rispetto all'eclittica.